# Remstalpolitik
Der Begriff Remstalpolitik (benannt nach dem Remstal östlich von Stuttgart) wurde zum ersten Mal 1952 in der damaligen Auseinandersetzung um die Deutschlandpolitik geprägt. Die von journalistischer Seite aufgekommene Bezeichnung war kritisch gemeint: Sie bezog sich auf Reden des Waiblinger Bundestagsabgeordneten Karl Georg Pfleiderer (DVP/FDP) gegen den Deutschlandvertrag und den EVG-Vertrag, die als provinziell bewertet werden sollten. Pfleiderer und auch Reinhold Maier hingegen wandten den Begriff ins Positive. Pfleiderer verwendete ihn unter anderem für seine adenauerkritische Außenpolitik, die sich im deutschen Interesse für eine rasche Wiedervereinigung und eine europaweite, ausgleichende Friedenspolitik aussprach. Pfleiderer wollte eine zu starke Westbindung Deutschlands vermeiden und so den Weg zur Annäherung zwischen Ost und West bis hin zur Vereinigung Deutschlands konsequent gehen. Dies geschah im Sinne der Stresemann’schen Außenpolitik. Kurz nach dem Tod Pfleiderers 1957 wurde der Begriff ins Kommunale und für die Beschreibung der Landespolitik umgedeutet (vgl. Brehmer/Moersch, 2007, 51).

## Inhalt
Die Remstalpolitik ist eine spezifische Ausprägung des politischen Liberalismus im Südwesten Deutschlands und steht im Gegensatz zum hierarchisch strukturierten Konservatismus und zum egalitären Sozialismus. Er umfasst eine bürgerliche, eine soziale und eine freiheitliche Komponente.
Bürgerlich bedeutet hier die Tradition des Bürgertums im 19. Jahrhundert, das sich in der Württembergischen Volkspartei (gegründet 1864) manifestierte und die Abwehrrechte des Einzelnen gegenüber dem Obrigkeitsstaat durchsetzte. Bei ihrer Ausformulierung spielten vor allem das Hambacher Fest 1832 und die Nationalversammlung in Frankfurt 1848/49 die entscheidende Rolle. Es ist demnach nicht der Staat, der die Freiheiten seinen Bürgern gewährt, es sind die Bürger, die dem Staat in bestimmten Bereichen Regelrecht zubilligen.
Sozial im Sinne von Remstalpolitik meint das Prinzip der genossenschaftlichen Eigenorganisation individueller Interessen und zu gemeinschaftlichem Vorteil aller im scharfen Gegensatz zur staatlichen oder gewerkschaftlichen Vermassung, in der das Individuum keine Rolle mehr spielt. Beispiele hierfür sind die gerade im Remstal stark vertretenen Weinbaugenossenschaften und Raiffeisenbanken. Remstalpolitik zielt auf die selbstverantwortliche Schaffung von Eigenkapital, Eigenverantwortung und ein selbstbestimmtes Leben für alle Beteiligten.
Als freiheitlich gilt der Aspekt der Remstalpolitik, der den Eigenwillen aller politischen Akteure fordert. Fraktionsdisziplin und Gruppenzwang gelten ihr als verpönt. Darüber hinaus ist es stets ein Anliegen der Remstalpolitik, staatliche Allzuständigkeit auf wesentliche Politikfelder zu beschränken und immer kritisch zu hinterfragen. Es sind demokratische Kräfte als Volkskräfte. Daher ist der südwestdeutsche Liberalismus auch streng föderal von unten nach oben zu verstehen. Die Gemeinde ist der beste Hort der Demokratie.
Die Remstalpolitik war vor allem in den 1950er und 1960er Jahren stark vom süddeutschen Protestantismus und seinen Moralvorstellungen geprägt. Sie grenzte sich dadurch vom rheinischen Katholizismus Konrad Adenauers ab. Zuletzt haben sich der Bundestagsabgeordnete Hartfrid Wolff, Baden-Württembergs ehemaliger stellvertretender Ministerpräsident und Landesjustizminister Prof. Dr. Ulrich Goll und der Landrat des Rems-Murr-Kreis Johannes Fuchs in die Tradition der Remstalpolitik gestellt (vgl. Brehmer/Moersch, 2007, 3ff).